# سبيد رن
سبيد رن أو سبيدرن (بالإنجليزية: Speedrun) هي لعب لعبة فيديو كاملة أو جزء منها (مثل مستوى واحد) بهدف انهائها بأسرع وقت. في حين أن كل السبيد رن تركز على سرعة انهاء اللعبة بعضها تحتوي على بعض الشروط على اللاعبين اتباعها، مثل تجميع كل الذهب. اللاعبون يقومون بالسبيد رن بشكل رئيسي من أجل تحدي أنفسهم أو الترفيه أو التنافس مع الآخرين.
اللاعبون الذين يقومون بالسبيد رن يسمون نفسهم سبيد رنرز وغالبا ما يسجلون محاولاتهم. تستخدم هذه التسجيلات لترفيه الآخرين، لإثبات وقت الإنهاء، لإثبات كون جميع الشروط تم اتباعها والالتزام بها أو لاكتشاف طرق لتحسين وقت الإنهاء.
للقيام بالسبيد رن بمستوى احترافي أو تنافسي، على السبيد رنر معرفة اللعبة بشكل مختلف عن معرفة اللاعبين العاديين. يتبع السبيد رنرز دائما أساليب لعب مخطط لها بحرص قبل تجربتها. عدة ألعاب تحتوي على طرق لتجاوز أجزاء أو أحداث منها أو تحتوي على أخطاء برمجية أو غليتش حيث بإمكان اللاعبين الماهرين استخدامها لصالحهم.
تمتلك بعض الألعاب مجتمعات عبر الشبكة للسبيد رن التي قد تزود بمنصة لمناقشة ونشر وتحسين السبيد رن. السبيد رن قد يرى في عدة منصات، متضمنا البثوث المباشرة حيث يتمكن اللاعبون من نشر محاولاتهم بشكل مباشر. بالرغم أن السبيد رن في الأصل لم تكن ظاهرة واسعة الانتشار إلا أنها نمت لتشمل عدة مواقع نشطة ومجموعة واسعة من مقاطع الفيديو التي يتم تداولها بحرية و بشكل واسع عبر الإنترنت.

## حالات شائعة

### كسر التسلسل
أثناء تحديد مسار للسبيد رن، يصبح من الواضح أن بعض الأهداف في اللعبة غير ضرورية لانهائها، مثلا بعض اللقطات السنمائية التي يفترض أن تتم رؤيتها قبل أن يتمكن اللاعب من احراز أية تقدم وبعض الأدوات يحتاج اللاعب لامتلاكها للانتقال نحو المرحلة التالية أو نحو أجزاء كاملة من اللعبة. تخطي جزء كامل من اللعبة بطريقة يمكن وصفها أنها مخالفة لتسلسل الأحداث الأصلي في اللعبة يتم تسميتها بكسر التسلسل.
مصطلح كسر التسلسل أستخدم لأول مرة في 2003 في منتدى نقاش عبر الشبكة مخصص بلعبة نينتندو غيم كيوب مترويد برايم. منشور باسم «بذلة الجاذبية وشعاع الجليد قبل ثاردوس».
ثاردوس كائن خيالي في سلسلة مترويد تم تصميمه ليكون رئيس يجب مواجهته قبل الحصول على بذلة الجاذبية وشعاع الجليد. الطريقة تؤدي إلى تجاوز الرئيس مع إمكانية الحصول على العناصر. أصبح كسر التسلسل منذ اكتشافه لأول مرة جزء لا يتجزء من السبيد رن ويتم استخدامه في عدة ألعاب أخرى.
طريقة معينة لكسر التسلسل في لعبة معينة غالبا ما تسمى تخطي و تكون التخطيات معروفة بأسماء خاصة بها في مجتمعات الألعاب الخاصة بها.

### استخدام غليتش
مثال عن كسر التسلسل باستخدام غليتش يمكن ايجاده في سبيد رن «16 نجمة» في لعبة سوبر ماريو 64. في هذه اللعبة ماريو بحاجة للحصول على 70 نجمة على الأقل من مجموع 120 نجمة قبل أن يتمكن من تحدي باوزر، الزعيم الأخير، لكن يوجد غليتش يجعل اللاعب قادر على الوصول للمرحلة الأخيرة عن طريق جمع 16 نجمة فقط. باستخدام مجموعة من الحركات المعينة والدقيقة من الممكن اختراق جدار بالاندفاع إليه أثناء حمل ميبس، أرنب غير قابل للعب. منذ ذلك الوقت، طرق مماثلة وجدت لانهاء اللعبة بدون الحصول على أي نجمة.
بينما تنص بعض قواعد بعض السبيد رن على عدم تخطي بعض الأحداث، غالبا يكون من المستحسن الاستفادة من كل الإمكانيات. وبالتالي بعض المواقع مثل سبيد ديمو أركايف، تدعم عدة تصانيف للسبيد رن. كل تصنيف يحدد أي من الغليتش مسموح بها وأي أهداف في اللعبة يجب إكمالها. مثلا من المتفق عليه أن الغليتش الناشئ من خارج اللعبة مثل ادخال خرطوشة روم بشكل غير صحيح، غير مسموح بها.